# I Gusti Ngurah Rai

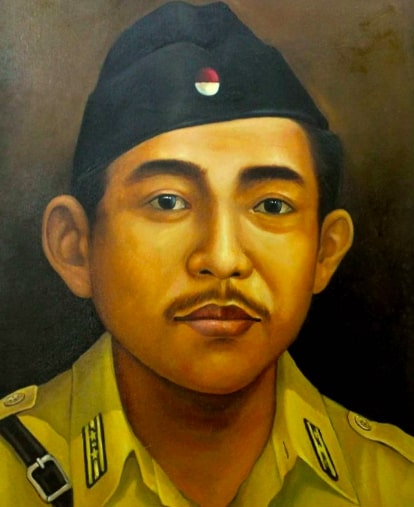
I Gusti Ngurah Rai

I Gusti Ngurah Rai (Desa Carangsari, Badung (Bali), 30 januari 1917 - Marga, Tabanan (Bali), 20 november 1946) was de commandant van de Indonesische onafhankelijksheidsstrijders op Bali, die tijdens de Indonesische Onafhankelijkheidsoorlog tegen het Nederlandse leger vochten.
Ngurah Rai bezocht in zijn jonge jaren een Nederlandstalige lagere school. Daarna ging hij naar de middelbare school in Malang. Hij kreeg ook Nederlandse militaire training bij de Militaire Cadettenschool te Gianyar op Bali en in Magelang in Centraal-Java.

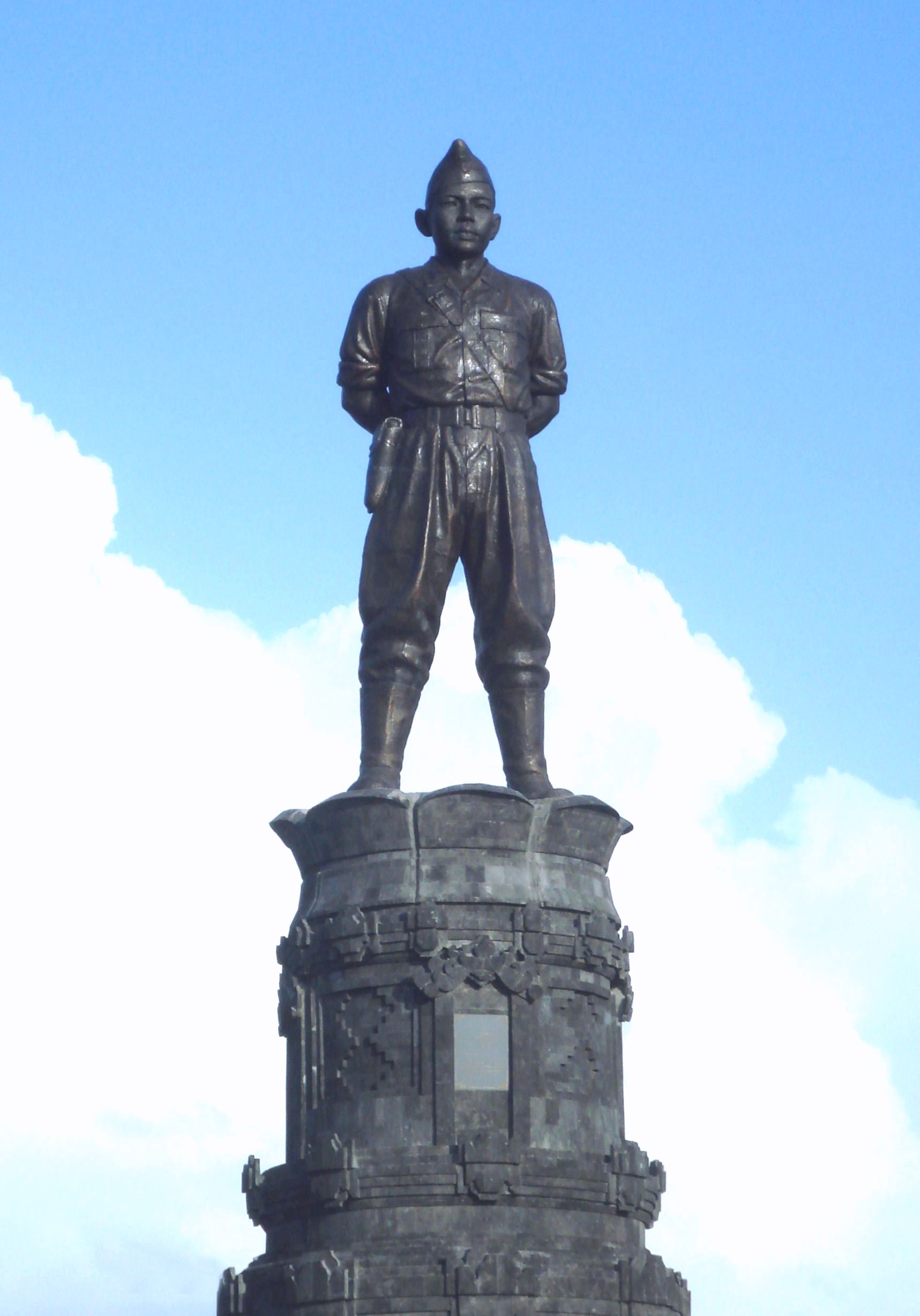
Standbeeld van Ngurah Rai op Bali

in 1975 werd hij uitgeroepen tot Nationale held van Indonesië (Gelar Pahlawan Nasional Indonesia). De Luchthaven Ngurah Rai op Bali werd naar hem vernoemd. Ook werd hij afgebeeld op een bankbiljet van 50.000 roepia.